# Opiate
Opiate — дебютний мініальбом американського рок-гурту Tool, що вийшов 1992 року.

## Про альбом
Opiate став першим мініальбомом американського рок-гурту Tool, створеного 1990 року. Наприкінці 1991 року колектив, який відіграв за свою історію лише сім концертів, підписав контракт із компанією Zoo Entertainment. Спочатку компанія випустила обмеженим накладом демозапис Tool 72826, записаний в середині 1991 року, щоб розсилати його іншим американським рок-гуртам і організувати спільні виступи, але врешті решт виділила бюджет на повноцінний мініальбом.
Запис альбому відбувався в студії Sound City. Щоб зекономити гроші, гурт працював в студії лише близько чотирьох днів, записавши чотири композиції. Ще дві пісні було взято із запису концертного виступу, якість якого влаштовувала музикантів. За словами гітариста Адама Джонса, попри те, що гурт на той час вже мав набагато більше матеріалу (пізніше він увійде до повноцінного альбому Undertow), було вирішено записати лише найбільш агресивні з наявних пісень.
Фінальна версія альбому містила шість пісень загальною тривалістю близько 27 хвилин. Стиль альбому був близьким до альтернативного металу: швидкі та енергійні пісні з емоційним вокалом. Порівняно із подальшою творчістю Tool, цей альбом був більш прямолінійним та примітивним, хоча деякі фрагменти пісень — зокрема «Opiate» та «Sweat» — мали більш вишукані аранжування, ближчі до прогресивного металу. Тексти пісень були присвячені темам релігії, відплати та ворожнечі, та виконувались «роздратованим» голосом фронтмена Мейнарда Кінена, який надихався щирістю Джоні Мітчелл та The Swans. В кінці альбому було приховано жартівливу композицію «The Gaping Lotus Experience».
Альбом вийшов в березні 1992 року та зробив гурт популярним в США. На пісню «Hush» було знято відеокліп (режисер Кен Ендрюс), присвячений цензурі: в ньому музиканти знялися оголеними, із заклеєним ротом, прикриті лише табличками «Parental Advisory». Попри бажання гурту звучати якомога агресивніше, найбільш популярною стала заголовна пісня «Opiate», найлегша з альбому.

## Список пісень
| #  | Назва                  | Тривалість |
| -- | ---------------------- | ---------- |
| 1. | «Sweat»                | 3:46       |
| 2. | «Hush»                 | 2:58       |
| 3. | «Part of Me»           | 3:17       |
| 4. | «Cold and Ugly» (live) | 4:09       |
| 5. | «Jerk-Off» (live)      | 4:23       |
| 6. | «Opiate»               | 8:28       |

## Учасники запису
- Мейнард Джеймс Кінен — спів,
- Адам Джонс — гітара,
- Денні Кері — барабани,
- Пол Д'Амур — бас-гітара.